# グリーン・インフェルノ
『グリーン・インフェルノ』（原題:The Green Inferno）は、2013年にアメリカ合衆国で公開されたホラー映画である。監督はイーライ・ロス、主演はロレンツァ・イッツォが務めた。
本作は1980年のイタリア映画『食人族』をモチーフにしており、タイトルは、同作に出てくるジャングル地帯の名前から採られたものである。
キャッチコピーは、「そこは、人間が喰われる地獄。―」「残酷無慈悲な食人エンターテインメント」。

## ストーリー
父親が国連に勤務している女子大生のジャスティンは、アレハンドロ率いる積極行動主義のグループに関心を持つようになった。そのグループは原住民のヤハ族を迫害して熱帯雨林を開発しようとする石油化学企業を止めるべく、アマゾン熱帯雨林へ行く計画を立てていた。作業員が森を伐採する姿を携帯で撮影し、それをストリーム中継することで世間の関心を喚起しようとしたのである。
ドラッグの売人であるカルロスから資金援助を受け、ペルーを経由し現地に到着した一行。彼らは伐採のストリーム撮影だけではなく、ブルドーザーに自分達ごとチェーンを巻くなどの妨害行為も行った。その際ジャスティンの国連職員の娘という立場を利用するため、アレハンドロはジャスティンにわざと鍵の壊れたチェーンを持たせており、引き立てられ携帯も壊されたジャスティンは警護の傭兵に危うく殺されかける。これによりグループの抗議活動はインターネットでより注目を集めることとなる。グループは身柄を確保されたが、カルロスが裏から手を回してくれたお陰で、一行は無事解放された。帰路につく一行の中、利用された事を一人憤慨するジャスティンだったが、搭乗していた小型飛行機が突如エンジントラブルに見舞われ森に墜落、カルロスを含めたメンバーの多くが死亡する。
生き残った人々はなんとか助けを求めようとするが、全身を赤色に塗ったヤハ族の集団に襲撃され、カーラが矢で首を貫かれ殺されてしまう。抵抗は不可能だと判断した一行は、大人しく小さな村まで連行され、竹製の檻の中に入った。儀式の場に連れ出されたジョナは、長老と思われる黄塗りの女性に目をえぐられ、生きたまま全身を切断されて食べられてしまった。余りの恐怖にエイミーは脱糞してしまう。
嘆く一同にアレハンドロは真相を明かす。自分とカルロスはこの密林を伐採している企業のライバルから伐採の妨害を頼まれた工作員で、そのライバル企業がすぐ伐採に乗り込んでくるので時間を稼げば助かると言う。激怒した一行はアレハンドロを無視して逃走を計画。翌朝、ジャスティンが処女だと知ったヤハ族の長老が、彼女に女性器切除を施すための準備を始めた為、サマンサが足の速い自分が助けを呼びに行くと提案し、携帯電話のアラーム音で見張りの注意を逸らした隙を突いて檻から脱走する。
翌日、割礼準備の儀式を終えたジャスティンが戻ってくると、檻に豚肉のような料理が差し入れられる。空腹に耐えかね皆それを口にするが、エイミーは肉に残る入墨からそれが脱出失敗したサマンサの肉であることに気付き、皿の破片で喉を切り裂いて自殺してしまった。ラースは死んだ彼女の口にカルロスから貰ったマリファナを詰め込む。エイミーの肉を燻したヤハ族がトリップ状態に陥るのを期待した行動だったが、この計画は上手くいき、ヤハ族の人々が朦朧としている間にジャスティンとダニエルは脱出に成功する。しかし一人残されると食われると考えたアレハンドロは、ラースを気絶させ脱出を阻止する。その結果、ラースはトリップしたヤハ族達に囲まれ、生きたまま食べられてしまう。
逃走したジャスティンとダニエルは墜落現場でカーラの携帯電話を発見したが、ヤハ族に追いつかれて再び捕らえられてしまう。ダニエルは磔にされ手足を砕かれた上蟻をけしかけられ重傷を負い、ジャスティンも絶体絶命の状況に陥る。しかし音楽で親交を結んでいたヤハ族の少年の助力によって脱出。ダニエルを助け出そうとするがすでに虫の息のダニエルは介錯を望み、少年が止めをさす。ジャスティンは救助を懇願するアレハンドロを見捨て村を脱出する。逃走先にはアレハンドロの語っていた伐採企業がヤハ族を機関銃で撃退しており、ヤハ族の酋長も銃弾を受けて倒れる。救出されたジャスティンはいかなる心境か、虚言を弄してヤハ族を全面擁護し、伐採企業への非難を継続する。
後日、アメリカに帰国したジャスティンの元へ、アレハンドロの妹から連絡が入る。妹が発見した衛星写真には、現地でかつてのヤハ族酋長と同じく身体を黒塗りにしたアレハンドロの姿が映っていた。

## キャスト
※括弧内は日本語吹替
ジャスティン - ロレンツァ・イッツォ（永宝千晶）
大学1年生。国連の弁護士を父に持つ。
アレハンドロ - アリエル・レヴィ（加瀬康之）
保護活動サークルのリーダー。
ダニエル - ニコラス・マルティネス（橘潤二）
サークルの一員で、電子機器のプロ。
ラース - ダリル・サバラ（迫律聖）
サークルの一員で、ドラッグ好き。
エイミー - カービー・ブリス・ブラントン（横山友香）
サークルの一員で、サマンサの恋人（レズビアン）。檻に閉じ込められた際、極限状態のストレスで脱糞してしまう。
サマンサ - マグダ・アパノヴィッチ（清水はる香）
サークルの一員で、エイミーの恋人。
ジョナ - アーロン・バーンズ（中林俊史）
サークルの一員。ジャスティンを勧誘する。
カーラ - イグナシア・アラマンド（花藤蓮）
サークルの一員で、アレハンドロの恋人。
ケイシー - スカイ・フェレイラ（村松妙子）
ジャスティンの親友。
チャールズ - リチャード・バージ（やまむらいさと）
ジャスティンの父。
カルロス・リンカーン - マティアス・ロペス（中村章吾）
現地住民で、ドラッグの売人。
禿頭の首狩人 - レイモーン・ラオ
ヤハ族の酋長。一人だけ体を黒塗りにしている。
長老 - アントニエータ・パリ
ヤハ族の神官。
アレハンドロの妹（声） - パス・バスクニャン

## 製作
2012年5月17日、第65回カンヌ国際映画祭の会場でイーライ・ロスは新作ホラー映画の構想を発表した。8月にはチリとペルーで製作が開始され、10月にはキャスティングが完了したとの発表があった。同月中にはニューヨークでの撮影が始まり、11月5日はチリとペルーでの撮影が始まった。
ロスは本作をヴェルナー・ヘルツォークやテレンス・マリックの作風に似た作品にしたいと述べている。また、本作製作するに当たって、1980年前後のイタリアのスプラッター映画を大いに参照したとも述べている。ロスは本作の登場人物に関して「この作品は、ネット文化にどっぷりつかり、自分はなにひとつ考えても動いてもないのに、どこかから流れてきた社会性の高そうな記事やツイートをただシェアしてるだけで、活動家になった気になってる人たちへのアンチテーゼだ。」と述べている。

## 公開
2013年7月30日、本作が第38回トロント国際映画祭でプレミア上映されると発表された。そして、本作はオープン・ロード・フィルムズによって2014年9月5日に全米公開される予定だという報道も出た。しかし、金銭面でワールドビュー・エンターテインメントと折り合いがつかなかったため、全米公開の予定は一旦白紙化された。2014年4月25日にはスタンレー映画祭で極秘の上映会が開催された。
最終的に、本作の全米公開日は2015年9月25日となった。劇場公開に当たって、R18指定のバージョンからグロテスクなシーンを取り除いたPG-13指定バージョンも製作された。

## 興行収入
2015年9月25日、本作は全米1540館で公開され、公開初週末に352万ドルを稼ぎ出し、週末興行収入ランキング初登場9位となった。

## 評価
本作に対する批評家の評価は芳しいものではない。映画批評集積サイトのRotten Tomatoesには85件のレビューがあり、批評家支持率は33%、平均点は10点満点で4.5点となっている。サイト側による批評家の見解の要約は「『グリーン・インフェルノ』はイーライ・ロス監督作品の新規ファンの開拓には至れないだろう。しかし、残虐な映像を作り上げることに関するロス監督の才能に魅せられた人々にとっては、ぞくぞくするような面白さがある作品になっているはずだ。」となっている。また、Metacriticには19件のレビューがあり、加重平均値は38/100となっている。なお、本作のCinemaScoreはC-となっている。
作家のスティーヴン・キングは「『グリーン・インフェルノ』は私の若い頃にドライブインで見た映画を思わせる傑作だ。血なまぐさくて、面白くて、正視に耐えない作品だ。しかし、スクリーンから目を離せない作品でもある」と絶賛するツイートを投稿した。
先住民族の支援を行うサバイバル・インターナショナルは本作における部族民の描写が植民地主義や新植民地主義を強化するもので、先住民族に野蛮というスティグマを押しつけているという主旨の批判声明を出した。これに対し、ロスは「劇中で石油会社が部族の村を破壊しているからという理由で、架空の部族についてのフィクション作品が先住民を傷つけるという発想は単純に言って非常識だ。」、「石油会社は私の映画の先住民族が嫌いだから油田を開発するのではなく、そこに石油が埋蔵されているから油田を開発するのである。」、「私の作品が石油会社に先住民族の暮らしを破壊するための大義名分を与えているという主張は見当違いの怒りである」と反論している。

## 続編
2013年9月7日、『Beyond the Green Inferno』というタイトルで続編が製作されることが発表された。監督はニコラス・ロペスが務めるという発表もあったが、2020年時点で製作段階に入ったという発表はない。